# Live to Tell
Live to Tell – pierwszy singel z albumu Madonny pt. True Blue. Piosenka znajduje się także na ścieżce dźwiękowej do filmu W swoim kręgu (At Close Range), w którym zagrał pierwszy mąż Madonny – Sean Penn. Podczas promowania fimu Evita w 1996 roku w programie Oprah Winfrey Show Madonna nazwała ten utwór najlepszą piosenką jaką kiedykolwiek nagrała. Pierwsza poważna piosenka Madonny stała się zarazem jej kolejnym hitem.
W 2006 roku Madonna wywołała ogromne kontrowersje wykonując ten utwór podczas trasy koncertowej Confessions Tour będąc przytwierdzoną do ogromnego lustrzanego krzyża i mając na głowie koronę cierniową. W trakcie wykonania na ogromnych telebimach pojawiają się twarze (prawdopodobnie afrykańskich) dzieci oraz liczba 12,000,000. Jest to liczba afrykańskich dzieci które umrą w najbliższych latach z powodu AIDS. Madonna zwraca uwagę na globalny wymiar tej tragedii i apeluje o pomoc.

## Listy sprzedaży
| Kraj              | Najwyższa pozycja | Sprzedaż |
| ----------------- | ----------------- | -------- |
| Australia         | 7                 | 50 000   |
| Brazylia          | 1 (5 tygodni)     | -        |
| Europa            | 1 (8 tygodni)     | -        |
| Francja           | 6                 | 300 000  |
| Japonia           | 1 (3 tygodnie)    | 24 000   |
| Kanada            | 1 (5 tygodni)     | 50 000   |
| Niemcy            | 12                | 140 000  |
| Norwegia          | 2                 | -        |
| Stany Zjednoczone | 1                 | 525 000  |
| Szwajcaria        | 4                 | -        |
| Szwecja           | 10                | -        |
| Wielka Brytania   | 2                 | 285 000  |
| Włochy            | 1 (7 tygodni)     | 100 000  |